# Abbatiale Saint-Nabor de Saint-Avold
L’abbatiale Saint-Nabor se situe à Saint-Avold, en France.
Seul vestige de l’ancien prieuré des bénédictins, dont elle était l’église conventuelle, elle est classée monument historique depuis le 5 avril 1930. L’abbatiale est utilisée comme église paroissiale depuis 1792 et la désaffectation de l’ancienne église Saint-Pierre-et-Saint-Paul. Elle est une étape du chemin de Saint-Jacques-de-Compostelle en provenance de la Sarre et à destination de Metz.

## Histoire

### L'abbaye Saint-Nabor

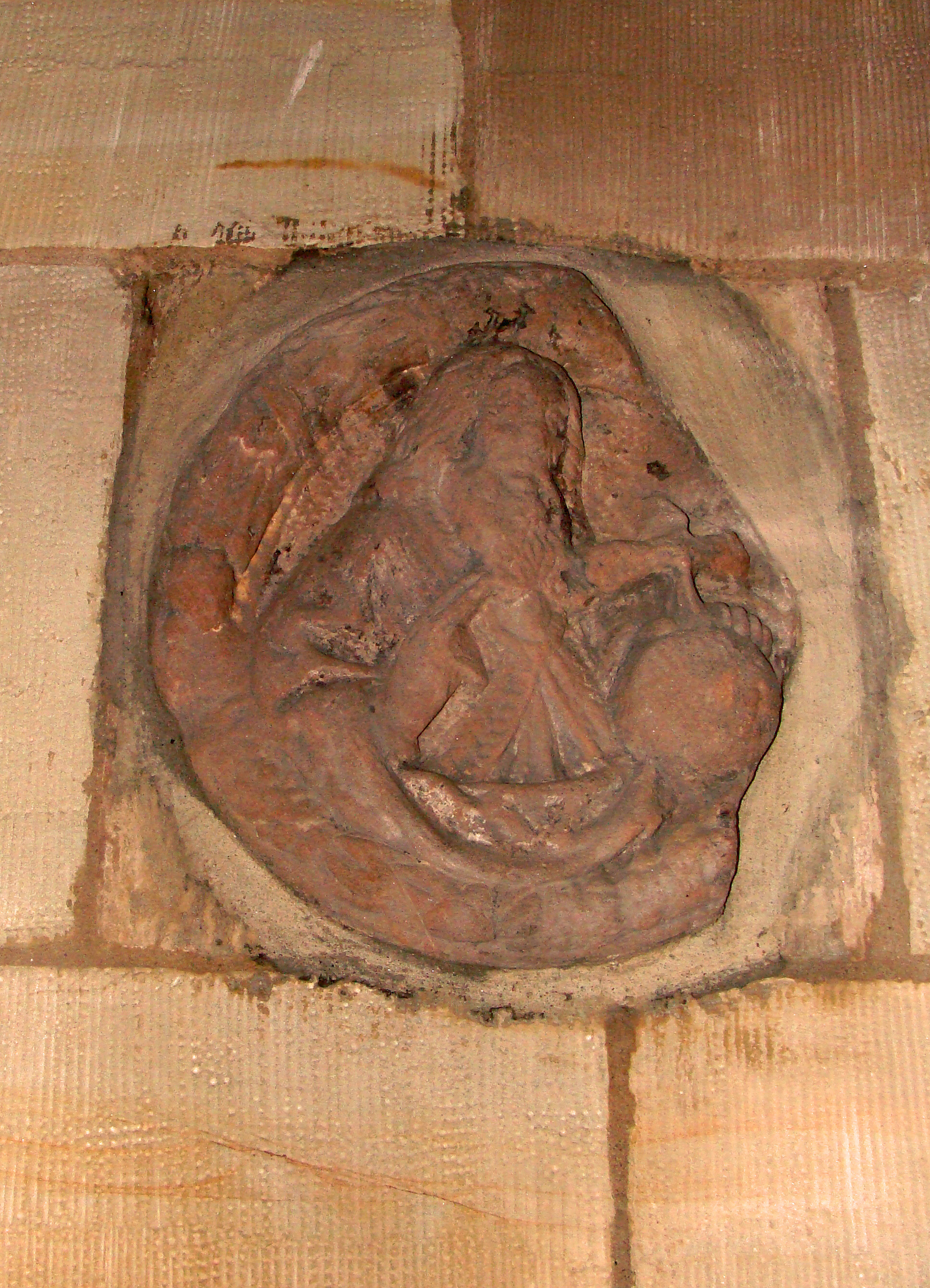
Sculpture romane de l'abbatiale.

Le moine irlandais saint Fridolin, venant de Poitiers en 509, crée un oratoire nommé Hilariacum, à l’emplacement de Saint-Avold, avant de fonder le monastère de Säckingen. Saint Sigisbaud, évêque de Metz, fait construire vers 720 une abbaye sous le vocable de saint Pierre. Saint Chrodegang, évêque de Metz et ministre de Charles Martel et Pépin le Bref, y introduit la règle bénédictine de saint Benoît.
Il permet, lors d’un voyage à Rome, le 24 août 765, de transférer les reliques de saint Nabor, officier romain martyrisé sous Dioclétien. Le 24 août demeure la date de vénération et de pèlerinage.
Une bourgade se développe par la suite extra muros, à l’ombre du monastère renommé abbatias Sancti-Naboris, dont elle prendra le nom, devenu Saint-Avold par évolution onomastique. Le monastère est réputé pour son scriptorium et placé sous la protection des évêques de Metz. Enguerrand de Metz, trente-sixième évêque de Metz de 766 à 791, y aurait vécu comme simple moine.
Commencée et acceptée dans l’allégresse générale, la Constitution civile du clergé de 1791 va partager les opinions de surcroît déjà irritées après la dissolution des ordres monastiques. La Terreur provoque l’émigration de soixante-trois personnes en 1793. Saint-Nabor devient Rosselgène et le culte de l’Être suprême est institué, tandis que les prêtres réfractaires bénéficient de la vaste complicité d’une partie croissante de la population. Le Consulat puis l’Empire ramènent le calme dans les esprits et la paix religieuse, grâce à la modération de Jean Nicolas Houllé, archiprêtre de Saint-Avold.

### L'église Saint-Pierre-et-Saint-Paul
La ville est durant le Moyen Âge une paroisse unique. Elle possède une église construite en style gothique vers 1300, dédiée aux saints apôtres Pierre et Paul, agrandie en 1497 par l’abbé Adam de Roupeldange, puis reconstruite en 1557. Réparée durant le XVIIIe siècle, cette église sert au culte paroissial jusqu’en 1792, date à laquelle elle est désaffectée et remplacée par l’église abbatiale, après la suppression du monastère des bénédictins. L’édifice est vendu comme bien national en 1798, puis partiellement démoli et transformé en maisons d’habitation. Des vestiges en sont encore visibles, rue de la Salle. L'origine de l'édifice remonte au VIIIe siècle. Lors de la restauration de l'édifice gothique  ont été dégagés du sous-sol deux sarcophages en grès de cette période et les fondations du premier édifice orienté est-ouest, à l'extérieur la base d'un ossuaire du XIIIe ou XIVe siècle qui contenait encore les ossements tout comme les sarcophages .

### L'église abbatiale

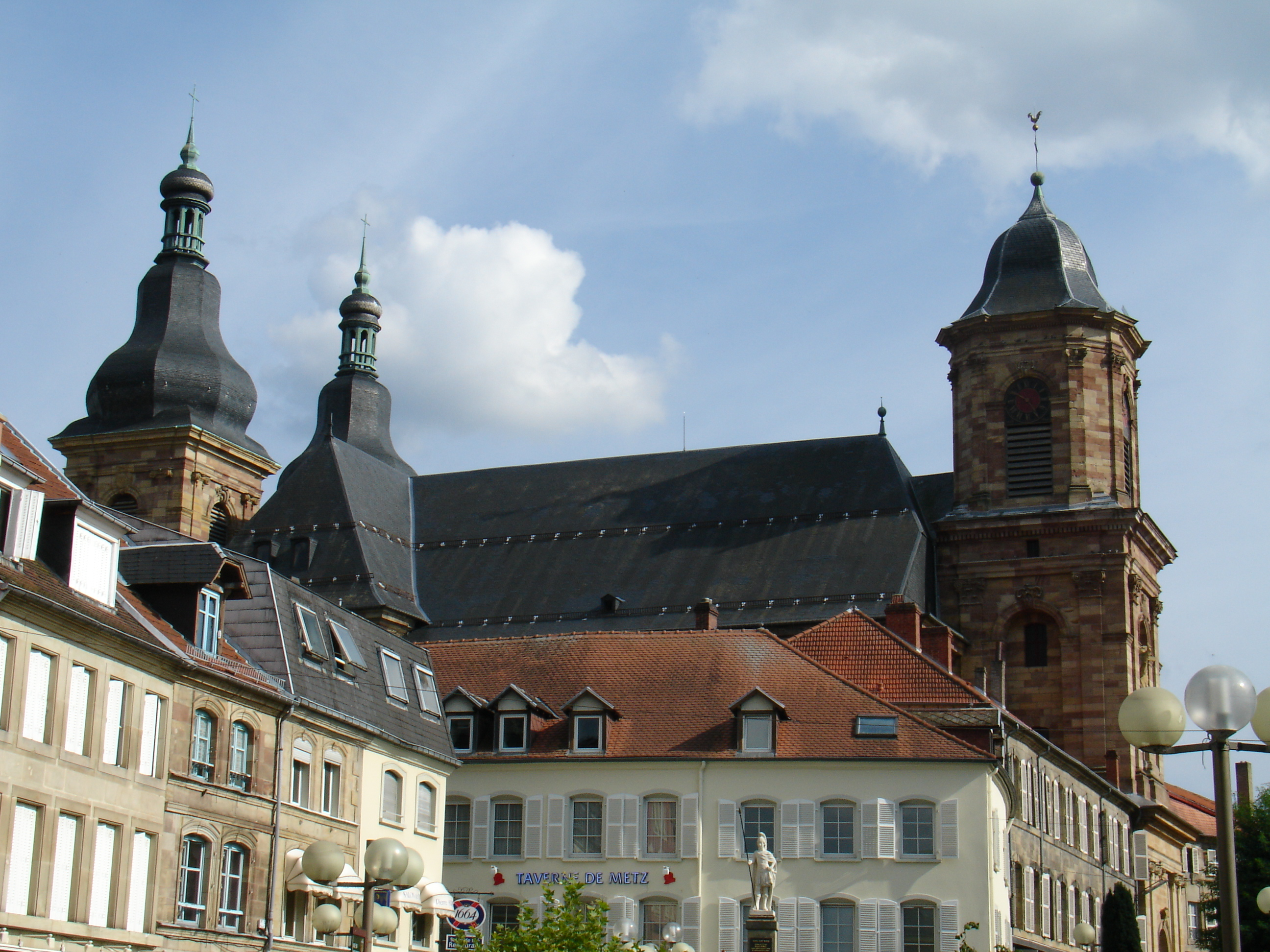
L’abbatiale vue depuis la place de la Victoire.
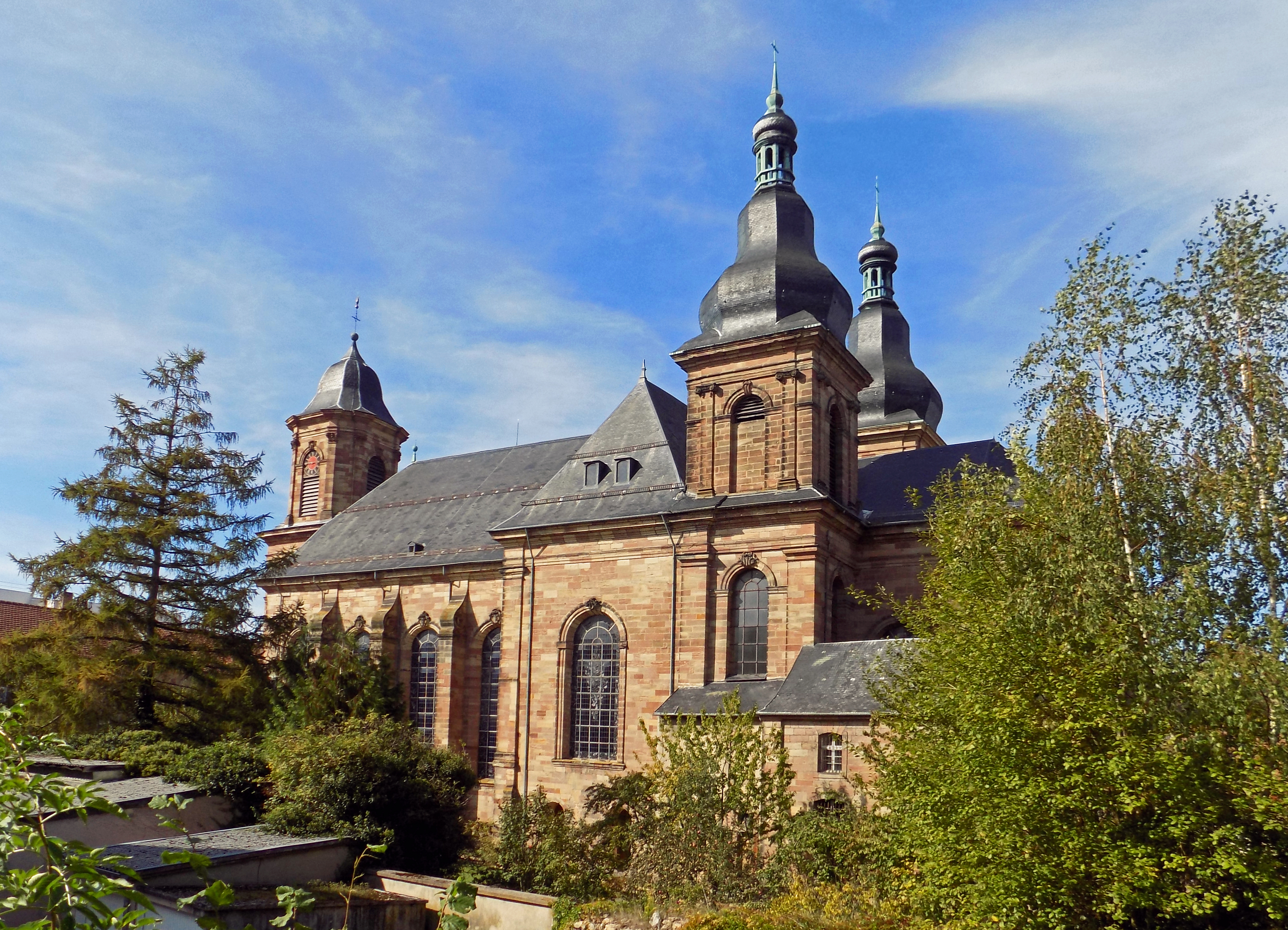
Abbatiale Saint-Nabor (vue du chevet).
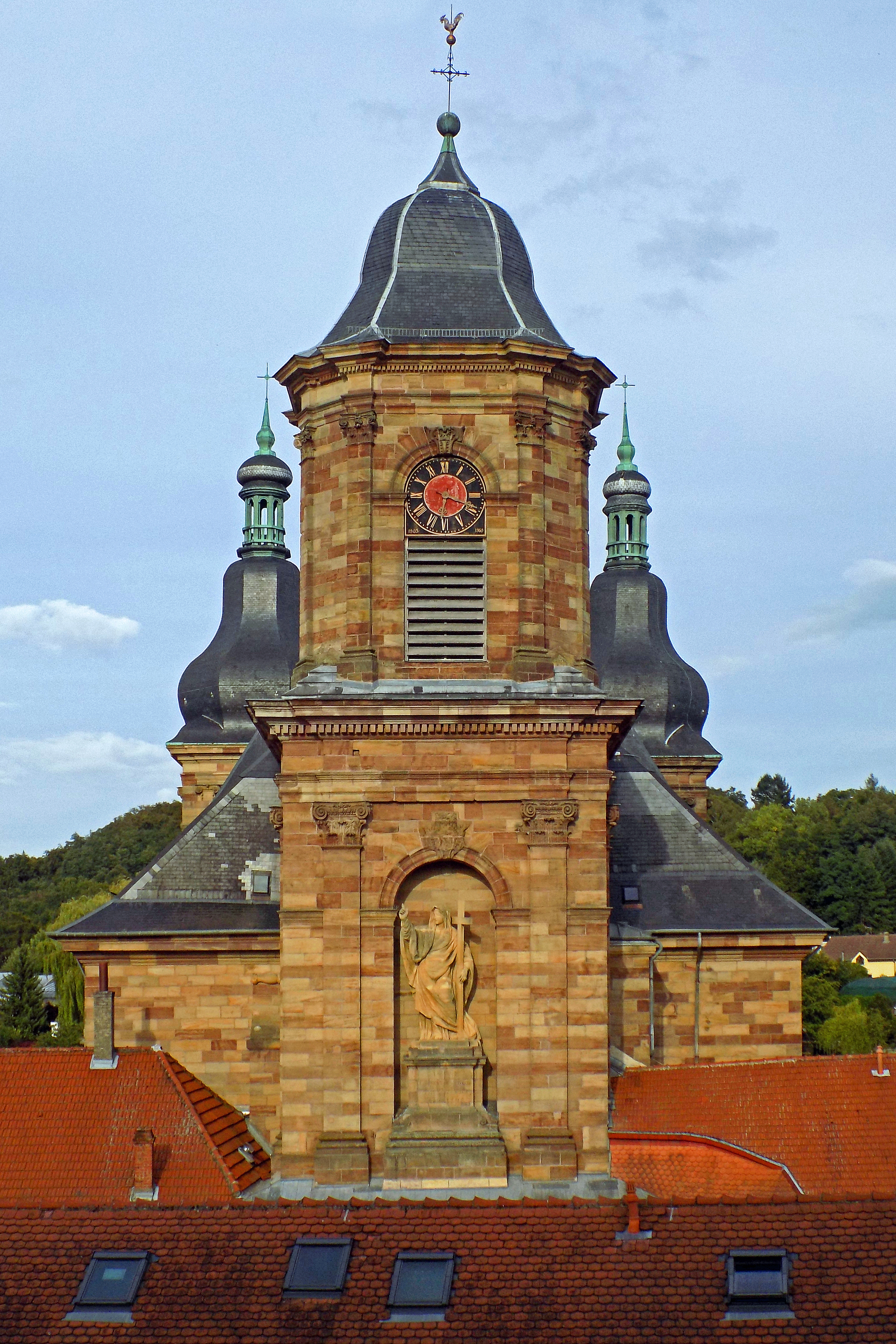
Abbatiale Saint-Nabor (vue de la tour de façade).
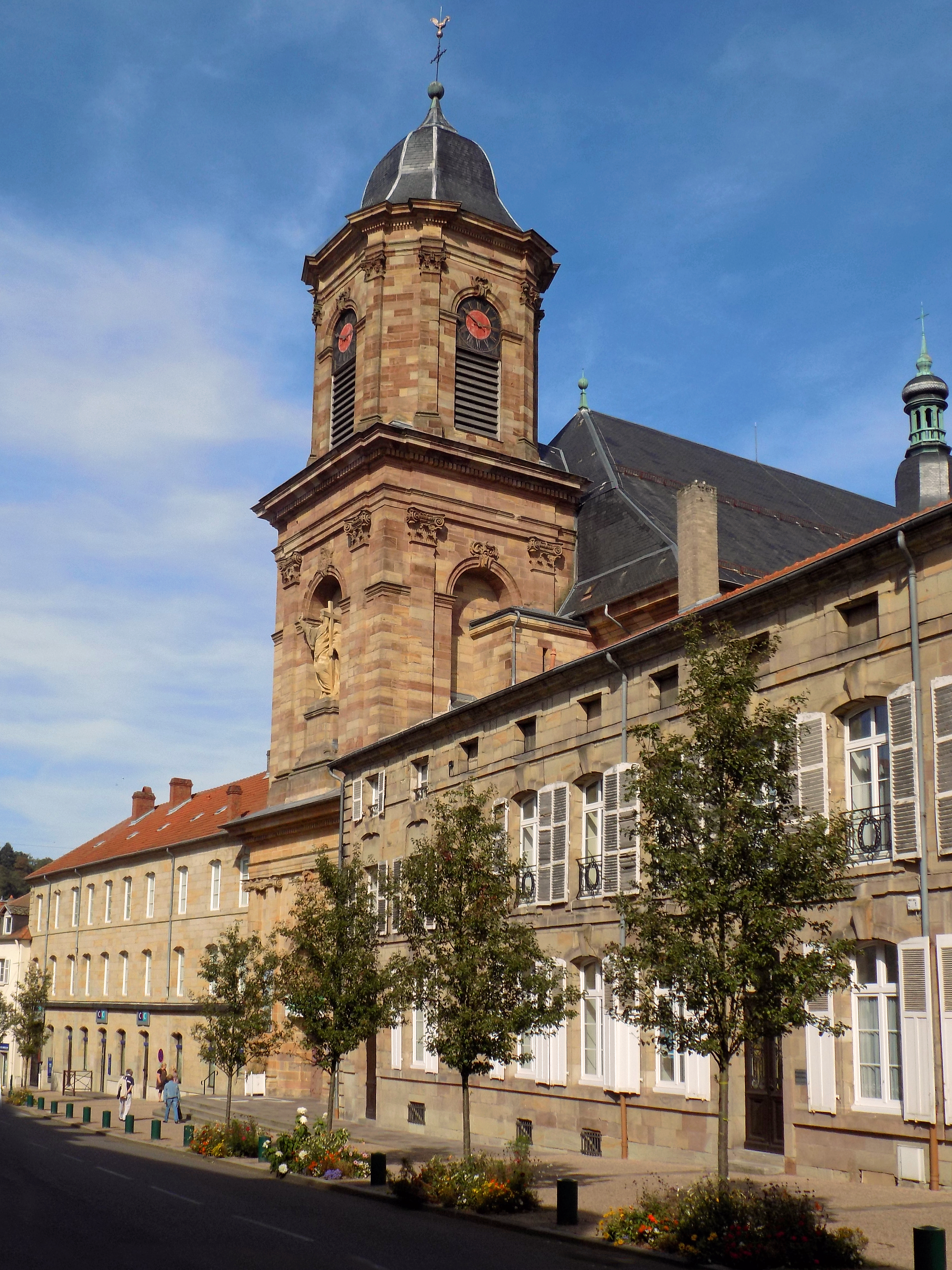
Abbaye Saint-Nabor (vue d'ensemble).

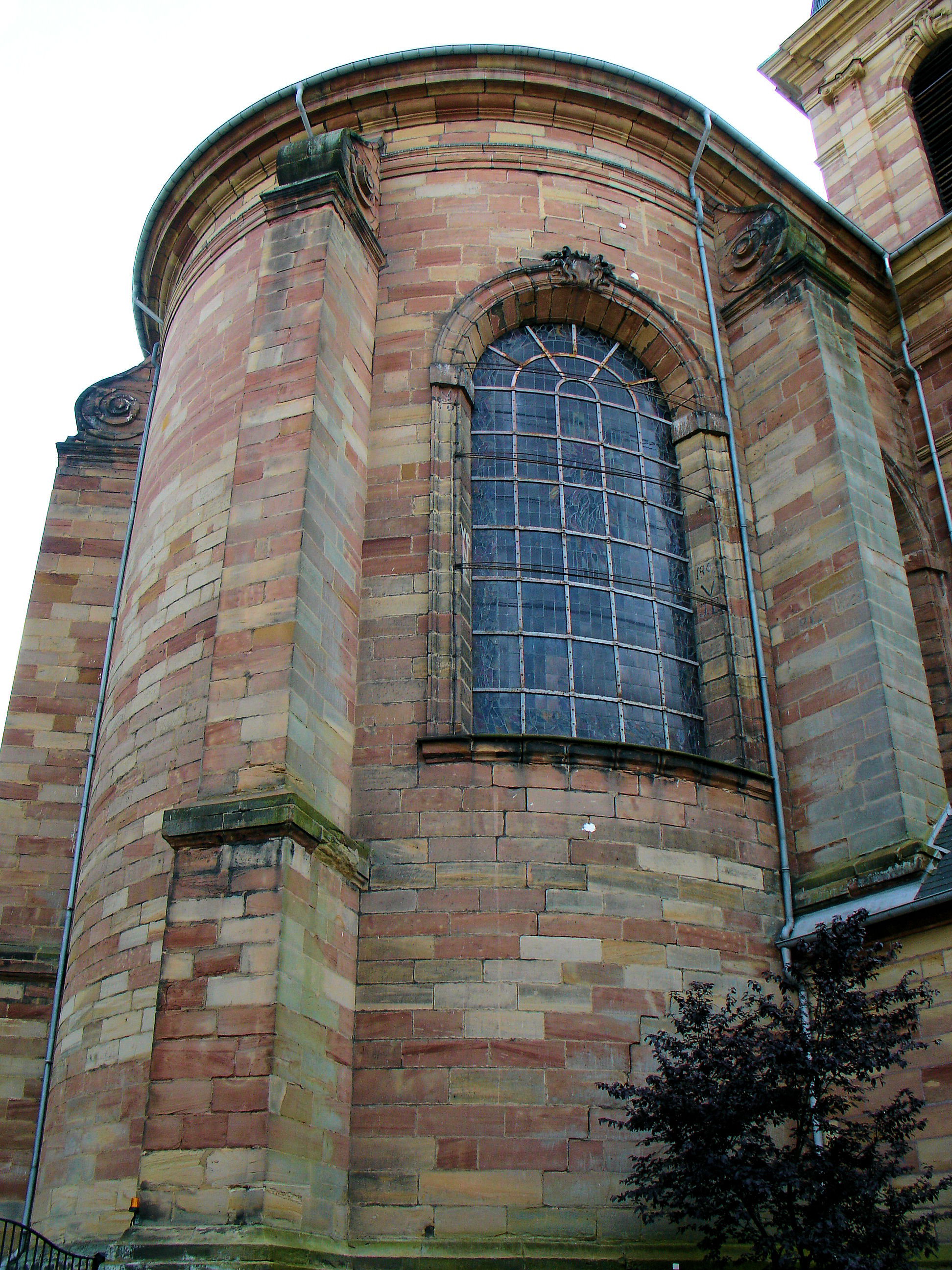
Les fenêtres du chœur.
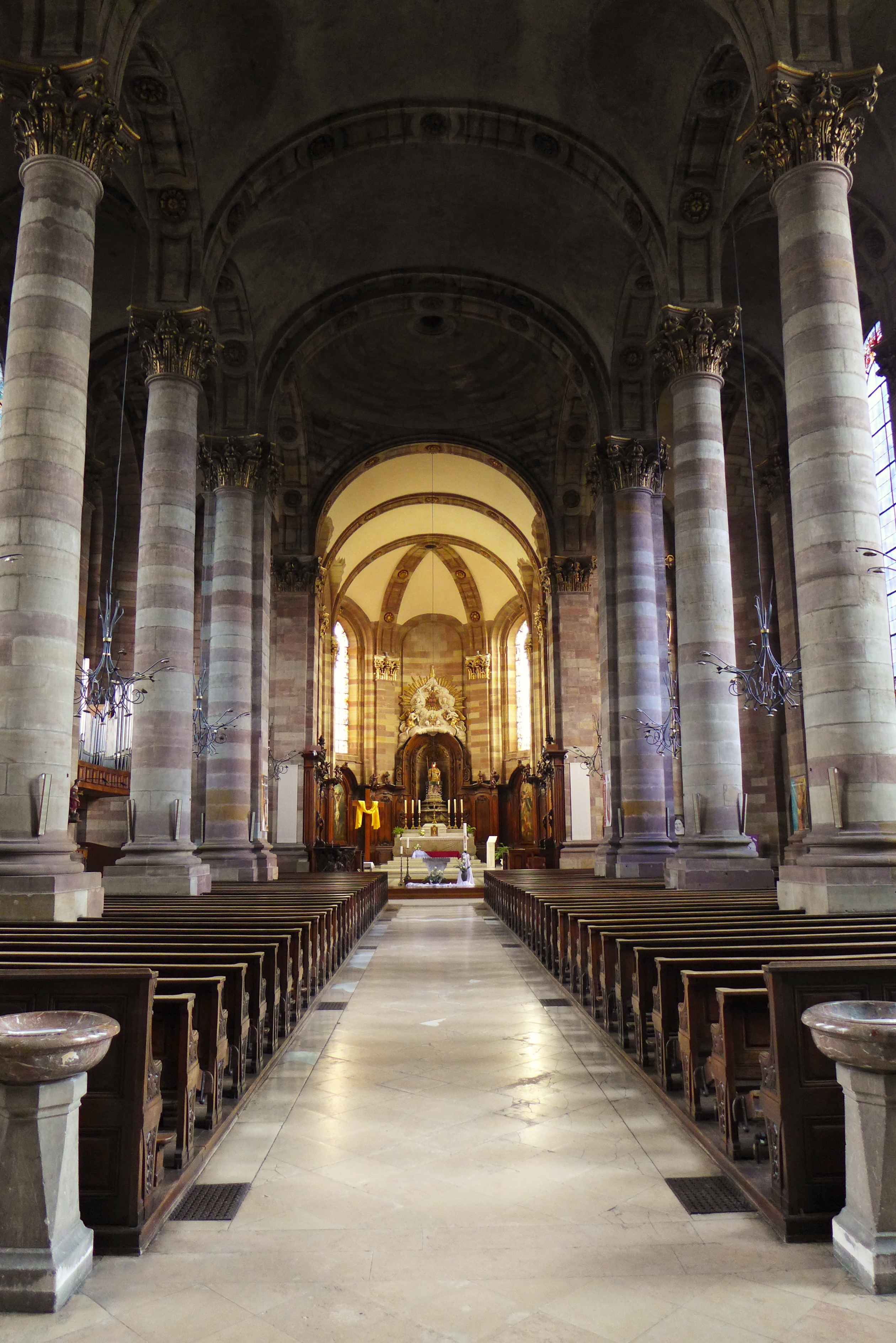
La nef de l´église.
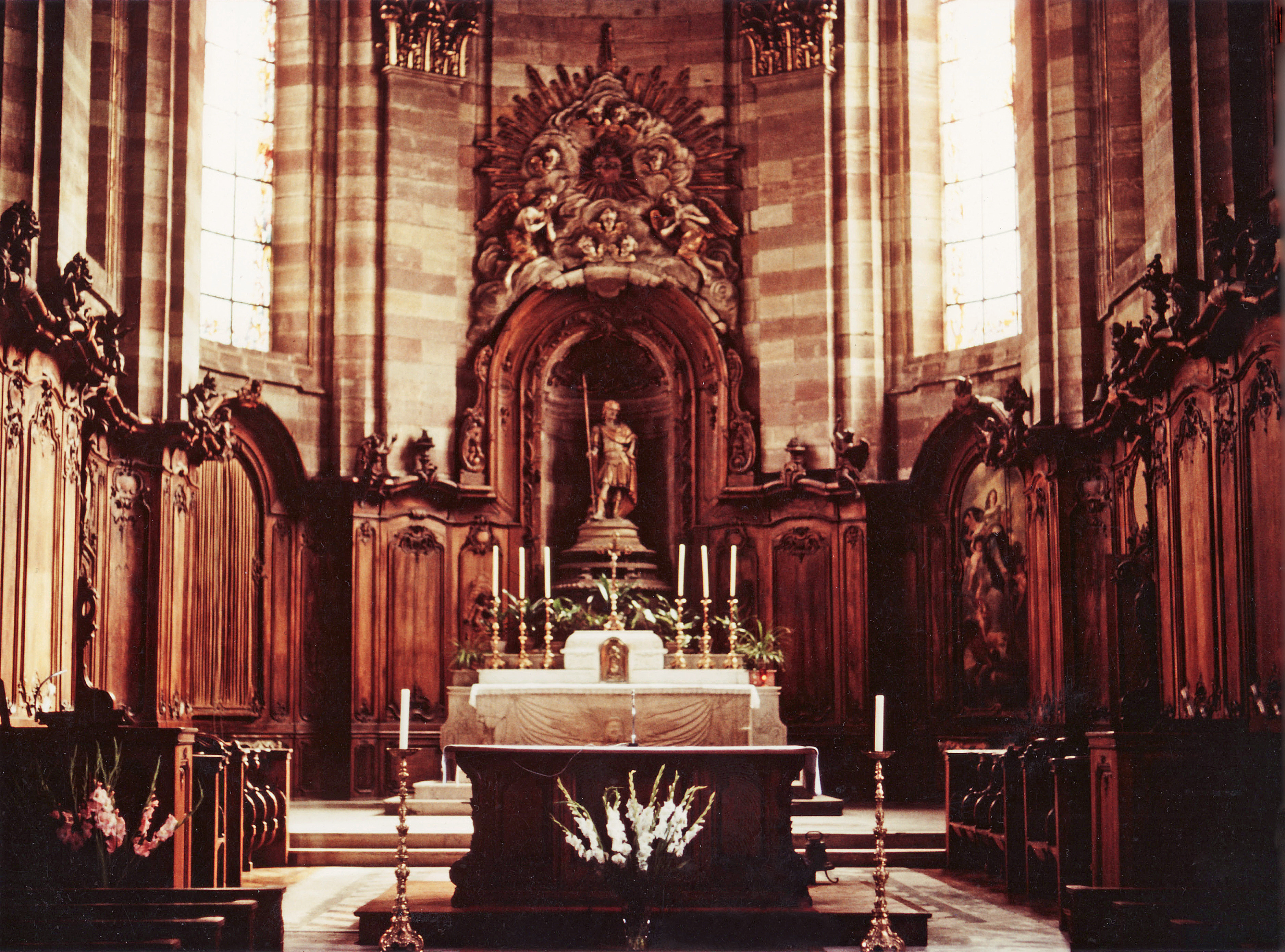
Le chœur de l'abbatiale en 1981.
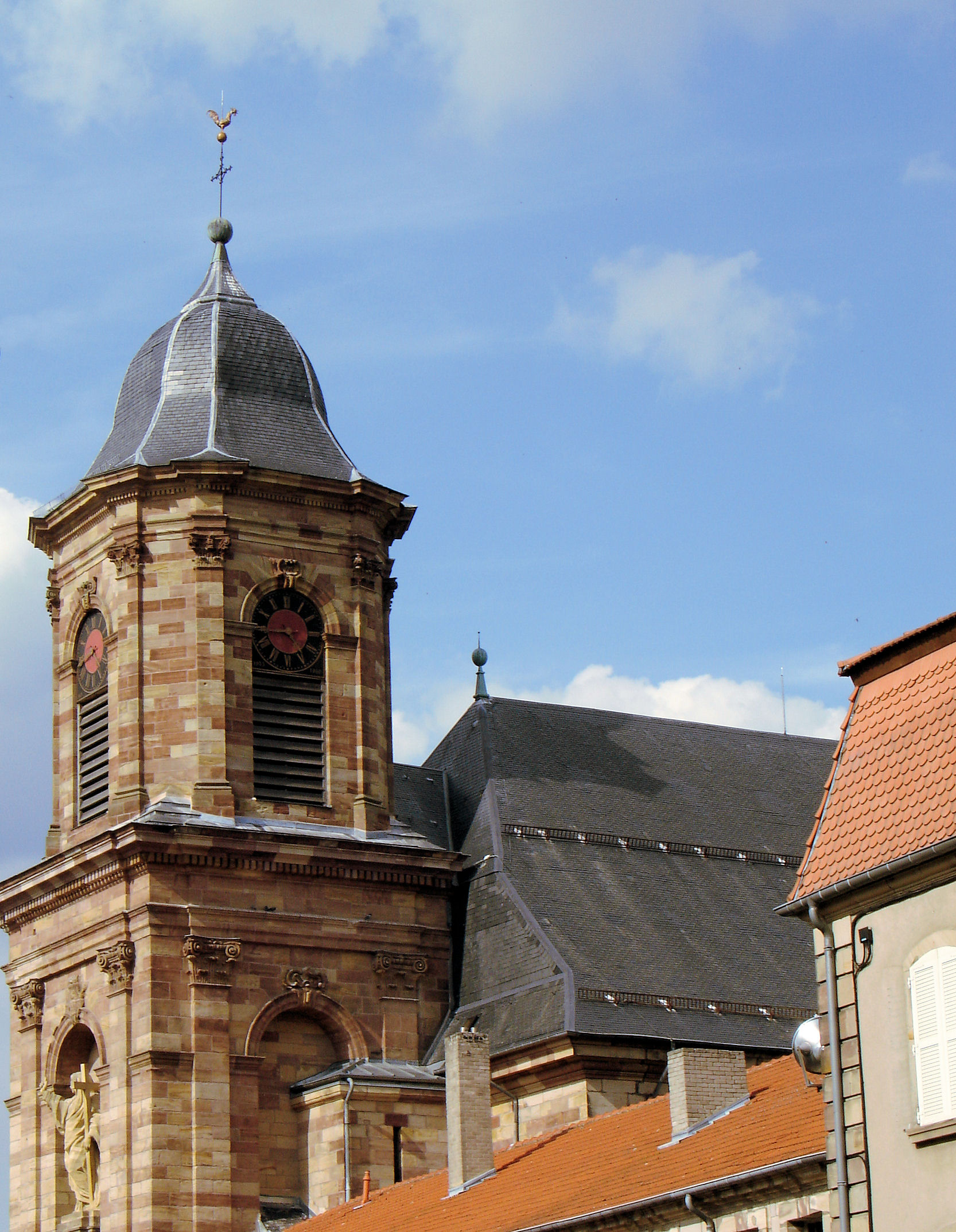
Le clocher de l’abbatiale.

L’abbaye est reconstruite en 1720-1790, attirant des dynasties d’artistes tels les Metzinger et les Melling, ces derniers étant originaires du pays de Thionville. L’église abbatiale, où une école réputée forme les enfants de la bourgeoisie éclairée, est reconstruite de 1754 à 1769 dans le style classique, sans doute selon les plans de Dom Léopold Durand, également architecte à Echternach. Elle remplace l’église romane du début du XIe siècle, déjà reconstruite de 1515 à 1520.

## Architecture
L’abbatiale est construite en grès bigarré, provenant des carrières de Saint-Avold. Les dimensions extérieures de l’édifice sont de soixante-sept mètres de longueur et de vingt-huit mètres de largeur. Sa toiture culmine à trente mètres et le clocher à quarante-cinq mètres. Il s’agit d’une église-halle avec transept et plan en croix latine, le tour-clocher est hors-œuvre en façade et le chœur semi-circulaire est flanqué de deux tours. L’édifice est couvert d’un toit avec voûte en berceau, coupole sur pendentifs, voûte d’arêtes et voûte d’ogives.
Les trois nefs sont soutenues par des colonnes de grès aux chapiteaux dorés, dégageant une impression de clarté et de grandeur.

### Ameublement intérieur

#### Statues

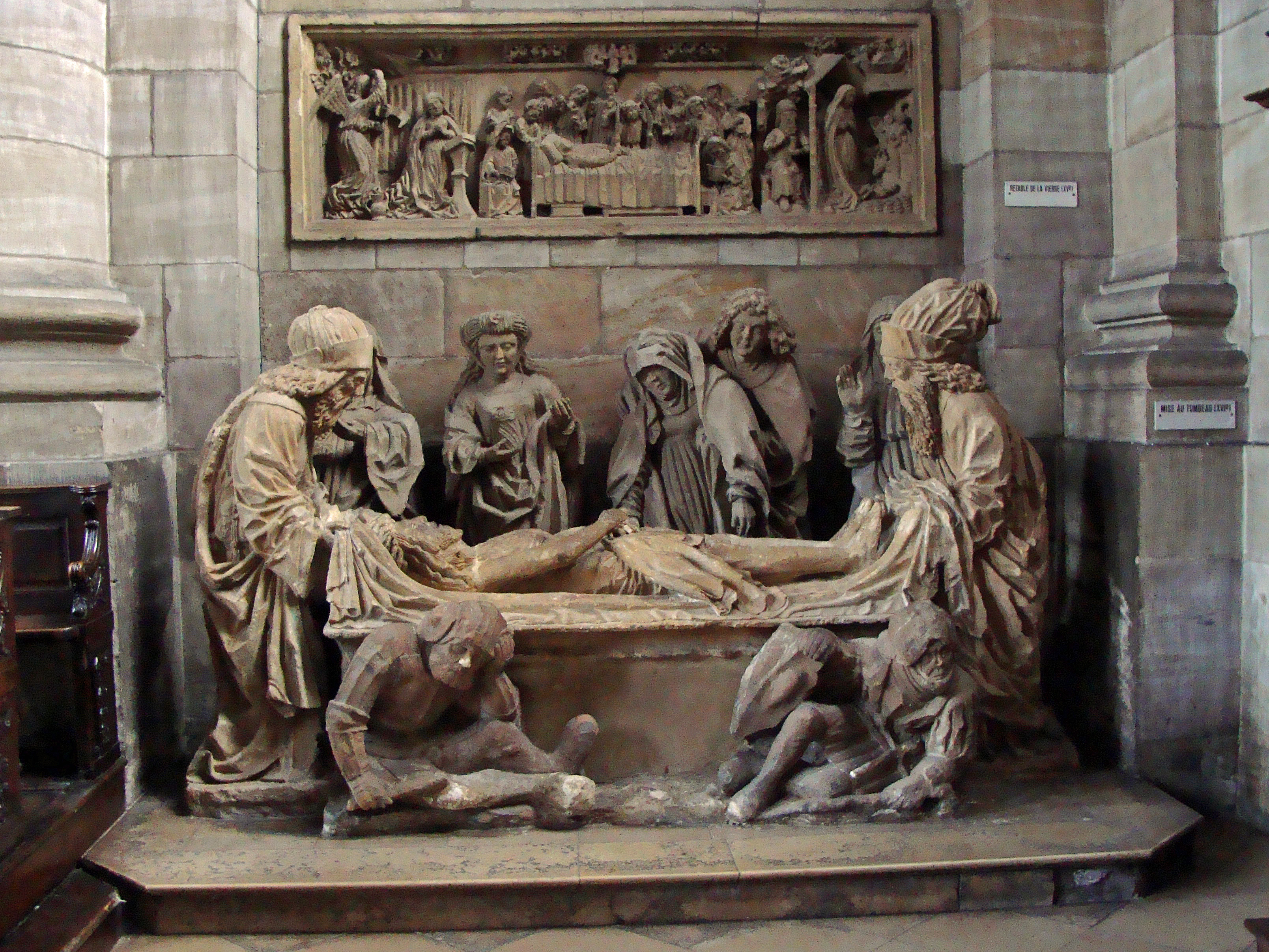
Mise au tombeau de 1510.

Un groupe sculpté de la crucifixion en bois polychrome, comprenant la Sainte Croix, la Sainte Vierge et Saint Jean, semble dater du XVIe siècle. La tradition y voit un souvenir de Jean des Porcelets de Maillane, évêque de Toul et abbé commendataire de Saint-Nabor (1582-1624), ce que confirmerait la date inscrite au pied de la croix (1624). Cependant, la facture de la sculpture suggère une datation aux débuts du XVIe siècle. La sculpture est classée monument historique à titre d’objet le 5 novembre 1982. Le visiteur peut également découvrir une Mise au Tombeau de facture bourguignonne, datant de 1510.
On peut aussi admirer l’imposante statue en pierre de saint Nabor, patron de l’église, au fond du chœur. Le Romain brandit son pilum, tel un conquérant.

#### Bas-relief
Un retable en pierre taillée du XVe siècle, à sujet marial, était encastré dans le bas-côté Nord. Cette œuvre est détruite lors du bombardement de la ville le 2 août 1945. Les boiseries anciennes et le bas-relief avaient été classées monument historique par arrêté du 10 septembre 1923.

#### Autels
L’autel en bois sculpté de l’abbatiale a été récemment remplacé par un autel moderne en marbre, avec un unique pied en roche non taillée. Au fond du chœur, sous la statue de saint Nabor se trouve le tabernacle de l’abbatiale, en pierre.

#### Tableaux
Un tableau sur toile, datant du XVIIIe siècle, représente l’Assomption de la Sainte Vierge. Il est classé monument historique à titre d’objet depuis le 28 mars 1979.
Quatre peintures à l’huile sur toiles marouflées sont dues au pinceau des artistes munichois qui travaillèrent à la restauration de l’église, entreprise à partir de 1905 par le curé Dicop. Représentant la vie de saint Nicolas, les tableaux sont classés monument historique à titre d’objet le 5 novembre 1982.

#### Orgues

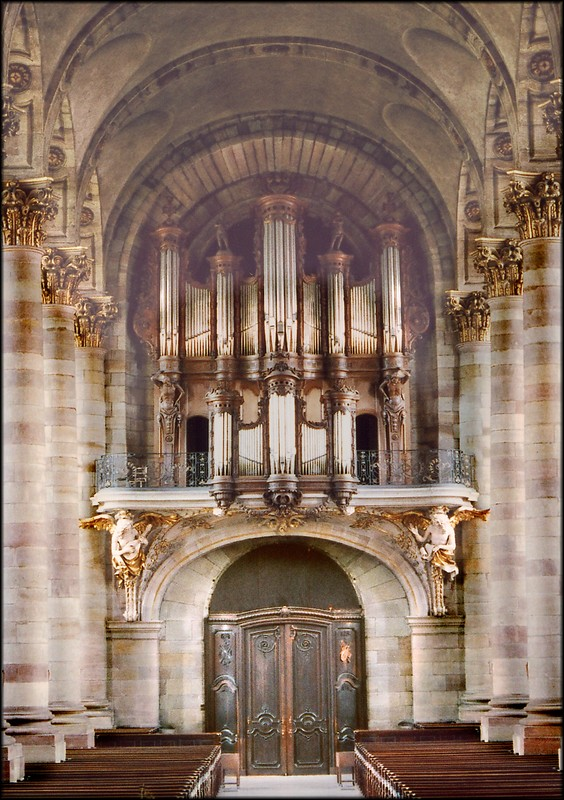
Les grandes orgues.

Les grandes orgues sont construites par le facteur Barthélémy Chevreux en 1770-1771, tandis que Jacques Gounin, sculpteur très connu dans les comtés de Nassau-Sarrebruck et Deux-Ponts, façonne le nouveau buffet d’orgue en 1769. Au début du XXe siècle, l’instrument est restauré par la maison Kries de Molsheim, sa tribune et son décor par Weissdorff. Les orgues sont classées monument historique à titre d’objet le 11 janvier 1982,,,. L’instrument, reconstruit par Koenig en 1987, possède quatre claviers de 51, 51, 32 et 32 notes et un pédalier de 29 notes, ainsi que des transmissions mécaniques pour les notes et les jeux
.
Un orgue de chœur est installé en 1957 par le facteur Haerpfer-Erman. L’instrument possède deux claviers de 56 notes et un pédalier de 30 notes ; les transmissions sont électriques.

#### Vitraux
Des vitraux sont créés par les ateliers Franz Xaver Zettler de Munich, installés en 1910 et détruits en 1944, lors du bombardement de la ville par les Alliés. Les vestiges sont classés monument historique à titre d’objet le 5 novembre 1982. Les vitraux actuels sont la création du peintre et maître-verrier naborien Arthur Schouler. Ils ont été réalisés de 1969 à 1971 et sont d’une surface de 420 m2.

#### Cloches
La sonnerie de l'église abbatiale bénédictine Saint-Nabor se compose d'un bourdon mis en place le 14 novembre 1920 et béni par Mgr Pelt. Issu de la Fonderie Paccard, il pèse exactement 6 000 kg pour 2,10 m de diamètre et est de tonalité sol. Il est l'unique rescapé du pillage de 1944. Il y avait un également petit bourdon de 2 100 kg et un jeu de carillon unique en Lorraine de dix-neuf cloches pesant 1 317 kg, ainsi que sept autres cloches pesant au total 11,3 tonnes. En 1947, quatre grosses cloches de Blanchet, fondeur à Paris, furent installées à côté du bourdon rescapé, ce qui réduit l'actuelle sonnerie à cinq cloches de volée.

### Sacristie
Dans la sacristie, des boiseries, armoires, placards et chasubliers en chêne mouluré datent de la seconde moitié du XVIIIe siècle. Le revêtement boisé couvre toute la hauteur des murs de ses panneaux à grands cadres décorés. Au-dessus d’un appui régnant avec le bas des meubles, la surface est divisée en deux séries de panneaux de dimensions variées, ceux du rang supérieur nettement moins haut. Le mur Ouest reçoit une double armoire dont les quatre vantaux de portes sont chacun divisés en trois panneaux superposés. Une haute armoire à deux corps est placée sur le mur Sud. La partie basse, légèrement débordante, est à six panneaux de portes dont les deux extrêmes, à droite et à gauche, se replient pour dégager les tiroirs à chasubles. La partie haute est faite de deux armoires doubles juxtaposées prises sous des corniches qui s’étirent en segments de cercle. Les quatre vantaux sont divisés en trois par les panneaux s’harmonisant avec le revêtement des murs. À l’extrémité droite du mur Sud, un petit placard bas à face cintrée et en forme de coffret pose sur le rebord de la partie basse du meuble. Le mur Est est doublé d’un chasublier à hauteur d’appui. Il comprend trois séries de huit tiroirs superposés entre lesquelles s’intercalent deux groupes plus étroits de quatre tiroirs. S’élevant sur des pieds allongés en forme de consoles, deux armoires doubles posent sur la table et se terminent par des corniches cintrées. Sous les vantaux à deux panneaux de chacune des armoires s’allonge une suite de quatre tiroirs. Le mur Nord est creusé de trois armoires à portes cintrées de deux battants à deux panneaux chacun montés sur des ferrures anciennes. Surmontant ces armoires et la porte d’entrée de la sacristie qui les flanque, s’implante une suite de quatre peintures à l’huile sur toiles marouflées.
Les boiseries figurent les armoiries d’un prince-évêque sur la corniche du mur ouest, à gauche, ainsi que celles d’un pape, sur la corniche du mur ouest, à droite.
L’ensemble du revêtement est classé monument historique à titre d’objet depuis le 5 novembre 1982.